# Mercedes-Benz Typ 300
La Typ 300 era un'autovettura di gran lusso prodotta in più serie (W186, W189 e W188) ed in più versioni dal 1951 al 1962 dalla Casa tedesca Mercedes-Benz.

## Profilo e caratteristiche
La Typ 300 esordisce al Salone dell'automobile di Francoforte assieme alla Typ 220. La Typ 300 è stata la prima Mercedes-Benz di rappresentanza del dopoguerra, ed è andata a raccogliere il testimone di almeno due modelli d'anteguerra, vale a dire la 320 W142 e la 500 Nürburg W08.

La Typ 300 è stata prodotta in diverse versioni di carrozzeria e tutti i modelli erano equipaggiati con lo stesso motore di 3 litri di cilindrata, declinato però in più varianti, e che in seguito avrebbe conosciuto il suo apice nella versione montata sotto il cofano della 300SL "Ali di gabbiano".

Le sigle di progetto della gamma della Typ 300 erano fondamentalmente tre: la W186, la W189 e la W188. Mentre la sigla W186 identifica le prime Typ 300 di base con motore a carburatore, la sigla W189 identifica quelle equipaggiate con un motore ad iniezione In particolare, quest'ultima si identifica con il modello 300d. La sigla W188 identifica invece le versioni più sportive realizzate sulla base delle normali Typ 300.

Essendo state prodotte fino al 1962, le Typ 300 sono state le ultime Mercedes-Benz a telaio separato. In particolare, furono le W189 a poter vantare questa particolarità, poiché le W186 uscirono di produzione già alcuni anni prima, rimpiazzate proprio dalle W189. Le Typ 300 furono anche le prime Mercedes-Benz a proporre una carrozzeria di tipo Ponton, prima ancora dell'introduzione delle varie 180 e 220a, sebbene sulla 300 tale carrozzeria sia di gusto più classico.

Particolarità comuni alle due famiglie era il telaio a crociera in tubi di sezione ovale, come nelle 170V e nelle Typ 220 W187, ma con rinforzi centrali per aumentarne la rigidità. Oramai un classico era anche lo schema delle sospensioni a ruote indipendenti, con avantreno a triangoli e retrotreno a semiassi oscillanti, e con molle elicoidali ed ammortizzatori. Il retrotreno ha anche un particolare dispositivo costituito da un motorino elettrico comandato dalla plancia, il quale agisce su delle barre di torsione supplementari e ne aumenta la rigidità, in maniera tale da avere un assetto ed un comfort ottimali anche con la vettura a pieno carico.

Per quanto riguarda l'impianto frenante, tutte le Typ 300 si avvalevano di quattro tamburi con circuito idraulico. Inizialmente erano senza servocomando, il quale sarebbe stato aggiunto solo in seguito.

Per quanto riguardava il cambio, esso era generalmente manuale a 4 marce sincronizzate, ma nella 300d questo venne rimpiazzato da un automatico a 3 rapporti di serie.

Opulento ed elegante anche l'abitacolo, con abbondanti rivestimenti in legno e strumentazione completa e chiaramente leggibile. Tra i vari optional vi era l'autoradio, che all'epoca era un accessorio riservato a vetture di questo tipo.

Di seguito vengono mostrate le varie versioni delle Typ 300 W186 e W189.

### Typ 300 (W186 II)

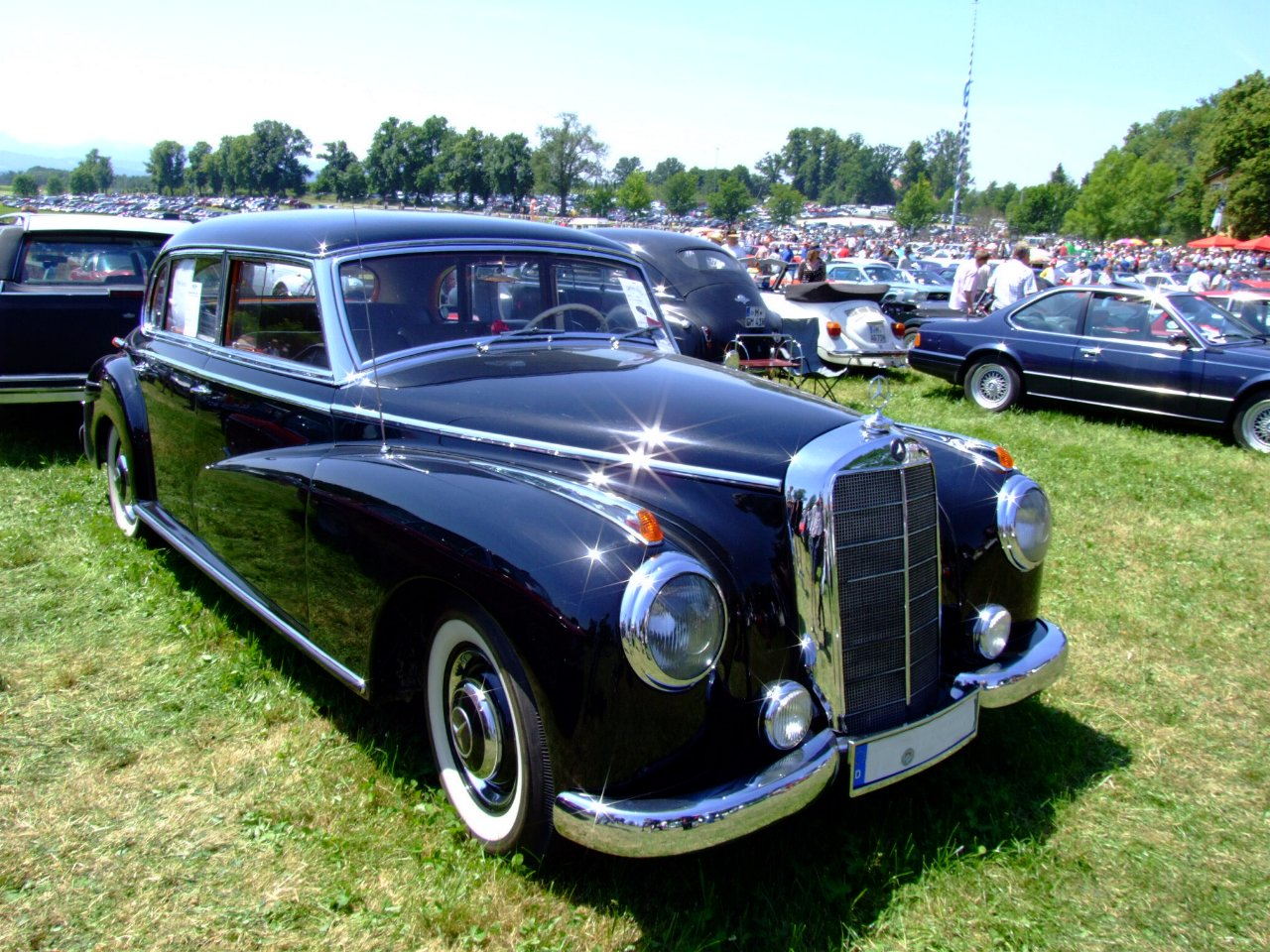
Una 300 prima serie risalente al 1953

La prima serie della Typ 300 ha cominciato ad essere prodotta nel novembre del 1951 e fu prodotta sia con carrozzeria limousine, sia con carrozzeria cabriolet a 4 porte e 6 posti. Oltre alla già citata autoradio, la lista degli optional includeva anche il radiotelefono e la selleria in pelle. Il motore montato era il 3 litri M186 I da 115 CV in grado di spingere la vettura ad una velocità massima di 160 km/h, con un'accelerazione da 0 a 100 km/h in 18 secondi.

La 300 prima serie si riconosce facilmente dalle serie successive per l'assenza dei deflettori sui finestrini anteriori, presenti invece a partire dalla seconda serie. Altra differenza tra la 300 prima serie e le successive stava nei cerchi non forati.

Mentre al lancio la limousine fu venduta ad un prezzo di 19.900 marchi, per la più costosa cabriolet fu fissata una cifra di 23.700 marchi, una cifra elevata per l'epoca, tanto da far sì che la cabriolet venisse venduta in molti meno esemplari. Gli elevati prezzi erano giustificati, oltre che dalla qualità impeccabile, anche dal fatto che le Typ 300 venivano costruite impiegando tecniche artigianali. Dal 1951 al 1954, la 300 fu venduta in 5.246 esemplari, di cui 4.786 limousine.

### Typ 300b (W186 III)

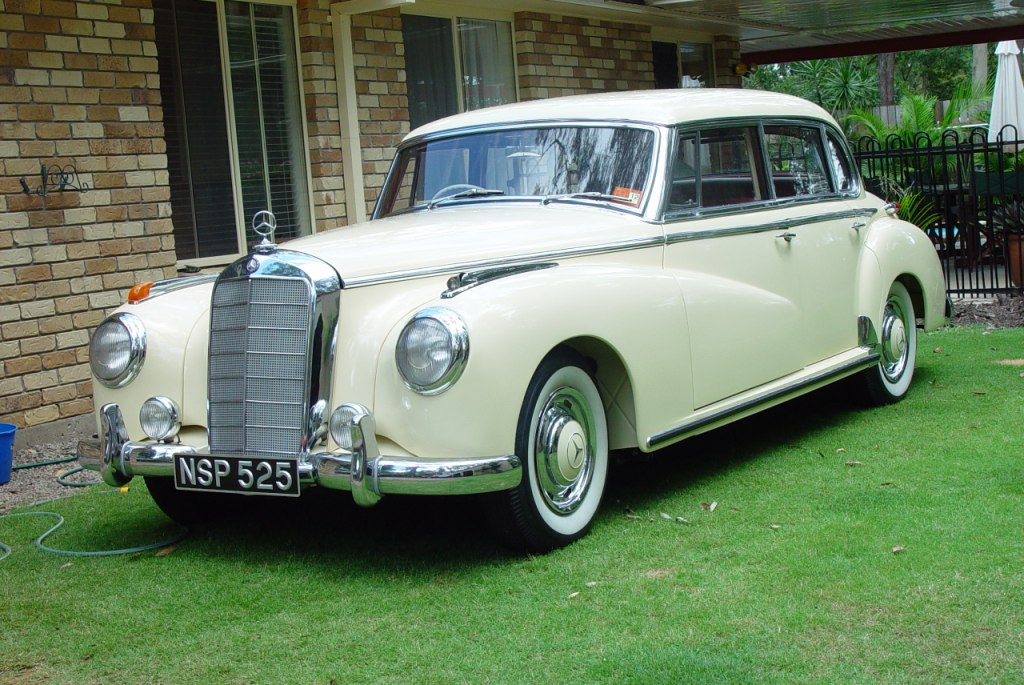
Una 300B del 1955

Tra il 1954 ed il 1955 venne commercializzata la 300b, seconda serie della Typ 300, la quale si distingueva dalla serie precedente per i cerchi ruota forati, i paraurti con rostri, i deflettori ai finestrini anteriori e gli indicatori di direzioni di maggiori dimensioni. Anche meccanicamente si avevano delle novità: il motore subisce delle migliorie e riceve la sigla M186 II: ora è in grado di erogare 125 CV di potenza massima e di spingere la vettura a 163 km/h. Sempre dal punto di vista meccanico, i freni a tamburo erano maggiorati ed i fori nei cerchi servivano ad un miglior raffreddamento. Vengono inoltre modificati il rapporto al ponte ed i rapporti delle marce. Infine, lo sterzo, che nella prima serie era a vite senza fine, diventa a circolazione di sfere.

Anche la 300b è stata prodotta come limousine o come cabriolet. Anche in questo caso, la produzione era nettamente superiore con carrozzeria chiusa. Nel breve periodo di produzione vennero prodotte 1.426 limousine e 125 cabriolet, al prezzo di 22 000 marchi per la prima e 24.700 per la seconda.

### Typ 300c (W186 IV)
Nel settembre del 1955 viene lanciata la 300c, che in pratica era una 300b, ma con la possibilità di avere su richiesta la trasmissione automatica a 3 rapporti. Tale optional, ottenibile con un sovrapprezzo di 1.500 marchi, era realizzato dalla Borg-Warner, ma non era l'unica novità tecnica: infatti la 300c monta un nuovo retrotreno con ponte oscillante ad articolazione centrale, soluzione dettata da esigenze di maggior sicurezza in caso di forti sollecitazioni.

La 300c non aveva grosse differenze stilistiche rispetto alla 300b, ma era disponibile anche in una versione a passo allungato di 10 cm, passato così da 3.05 a 3.15 m.

La produzione della 300c durò poco più di due anni, fino al novembre del 1957. Ne furono prodotti 1.483 esemplari, di cui solo 51 cabriolet. Queste ultime furono tolte di produzione già nel 1956 a causa della bassa richiesta.

### Typ 300d (W189)

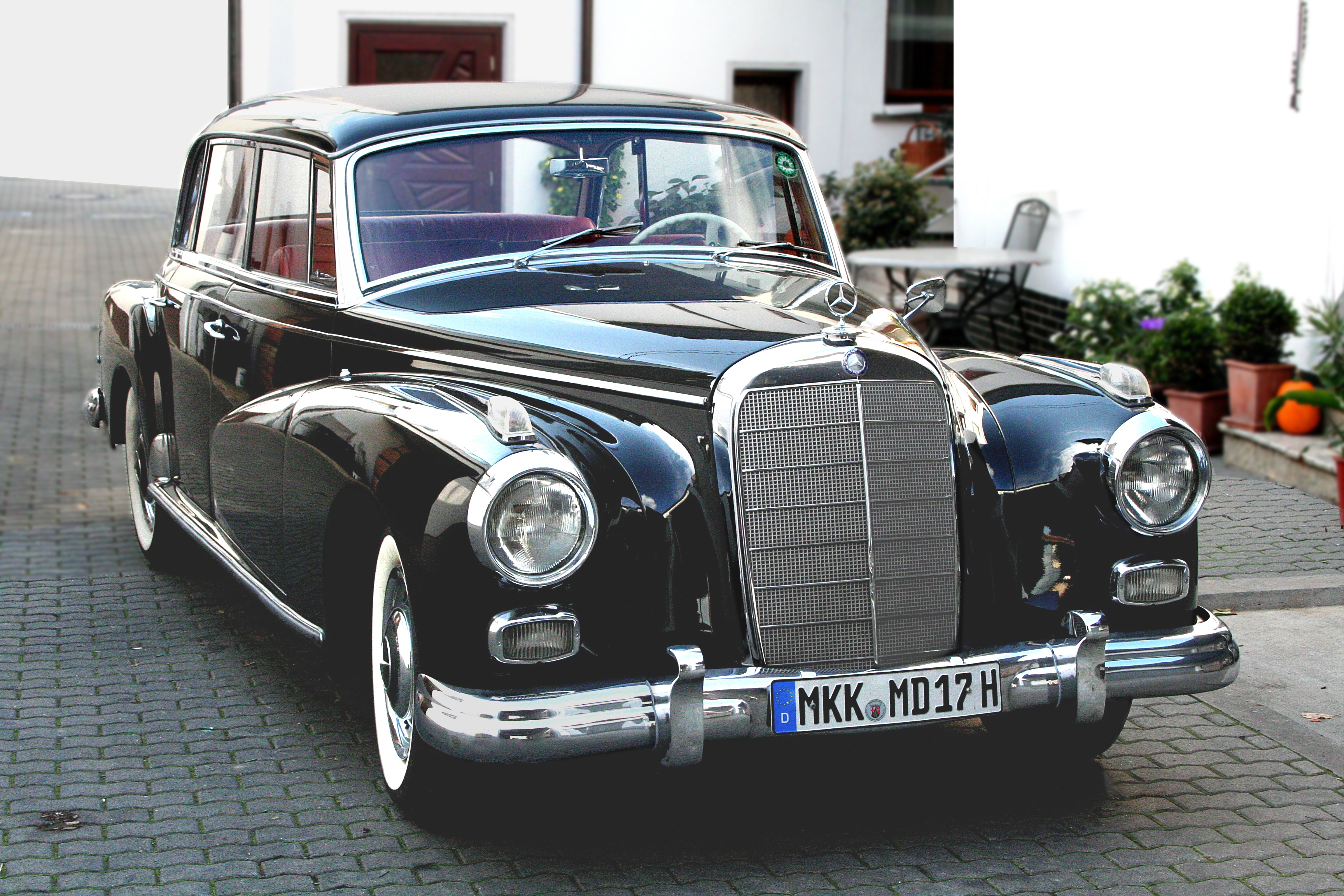
Vista frontale di una 300d

Alla fine del 1957 venne introdotta la 300d, con importanti novità su tutti i fronti. Innanzitutto il motore non era più il solito M186 a carburatori, bensì il nuovo M189 ad iniezione meccanica Bosch, una soluzione già vista sulla sportivissima 300SL e che in seguito avrebbe trovato applicazione anche nella 220SE W128. Tale propulsore, della potenza massima di 160 CV, permette alla vettura di raggiungere fino a 170 km/h di velocità massima.

Oltre a ciò è da segnalare che il cambio automatico Borg-Warner a 3 rapporti è ora di serie e non più a richiesta. È invece il tradizionale cambio manuale a 4 marce a divenire un optional. In più l'impianto frenante è ora servoassistito.

La 300d è disponibile nella sola configurazione a passo allungato. Esteticamente si riconosce per il baule posteriore più grande e capiente, ma anche per le superfici vetrate laterali prive di montanti e con finestrino supplementare posteriore rimovibile. Ciò, unito alla possibilità di abbassare normalmente i finestrini laterali, faceva in modo che la vettura potesse offrire un'apertura laterale senza interruzioni. Questa soluzione, denominata "pillarless", sarebbe stata utilizzata anche sulle coupé della Casa più moderne.

Nel 1962 la 300d esce di produzione dopo 3.142 esemplari prodotti, di cui 3.077 limousine. Queste arrivarono a costare 27 000 marchi. L'eredità di queste imponenti vetture è da discutere: non appena tolta di produzione venne infatti introdotta la 300SE W112 dotata dello stesso motore, ma il ruolo di auto di rappresentanza finì invece alla mastodontica Mercedes-Benz 600, visibile però più come un'erede delle ormai lontane 770K e 540K di quasi trent'anni prima.

### Typ 300S (W188)

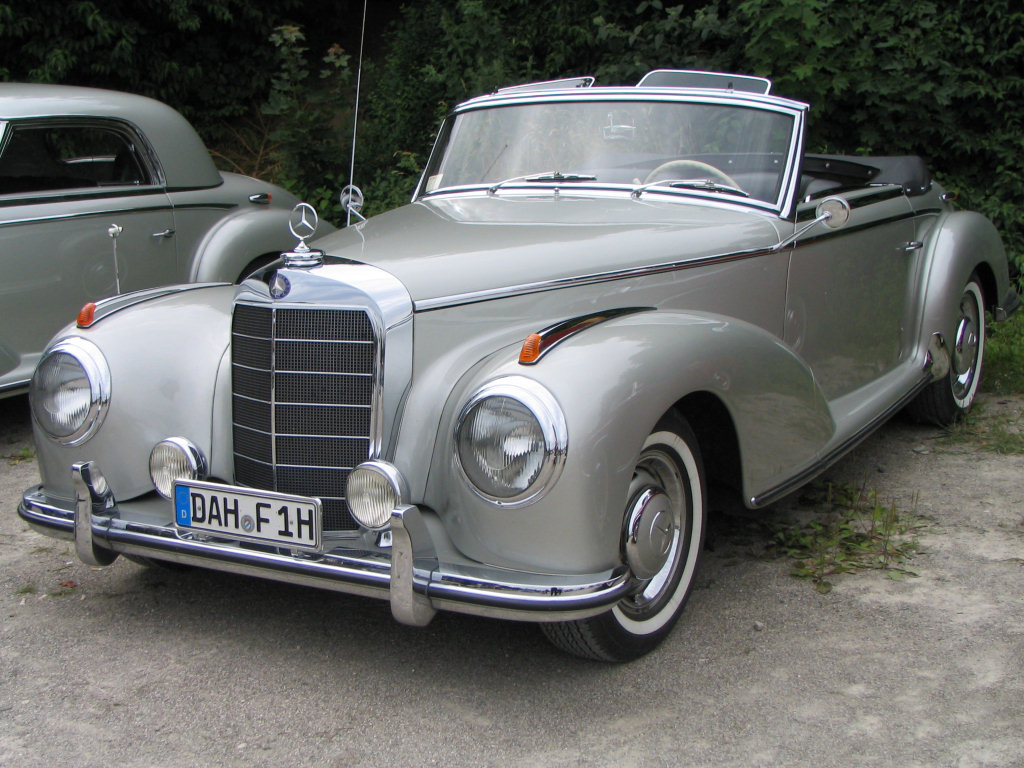
Una 300S Cabrio

La 300S (W188 I) era la denominazione delle versioni sportiveggianti della gamma della Typ 300. Tali versioni erano state prodotte di fatto in tre varianti di carrozzeria: coupé, cabriolet e roadster. Non era prevista la carrozzeria limousine e neppure sarebbe stato possibile adattarvela, poiché le 300S nascevano su una versione accorciata dell'originale telaio della Typ 300. Tale telaio, il cui interasse venne accorciato di 15 cm, permetteva invece di ottenere dei modelli dalla linea fortemente dinamica.

La primissima 300S venne presentata nell'ottobre del 1951 al Salone dell'Automobile di Parigi, ma la produzione vera e propria non sarebbe cominciata che nel luglio dell'anno seguente. Le prime 300S erano equipaggiate dal 3 litri M188, un motore derivato direttamente dal 3 litri M186, ma con potenza portata a 150 CV, quanto bastava per spingere la vettura, più leggera delle grosse limousine da cui derivava, ad una velocità massima di 176 km/h. La potenza più elevata ha reso necessaria una rivisitazione all'impianto frenante, che venne dotato di alette di raffreddamento. La 300S fu il modello più esclusivo della gamma ed il suo prezzo di 34.500 marchi testimoniava proprio il fatto che la vettura poteva essere appannaggio solo di persone particolarmente facoltose. Venne prodotta fino al 1955 in 560 esemplari.

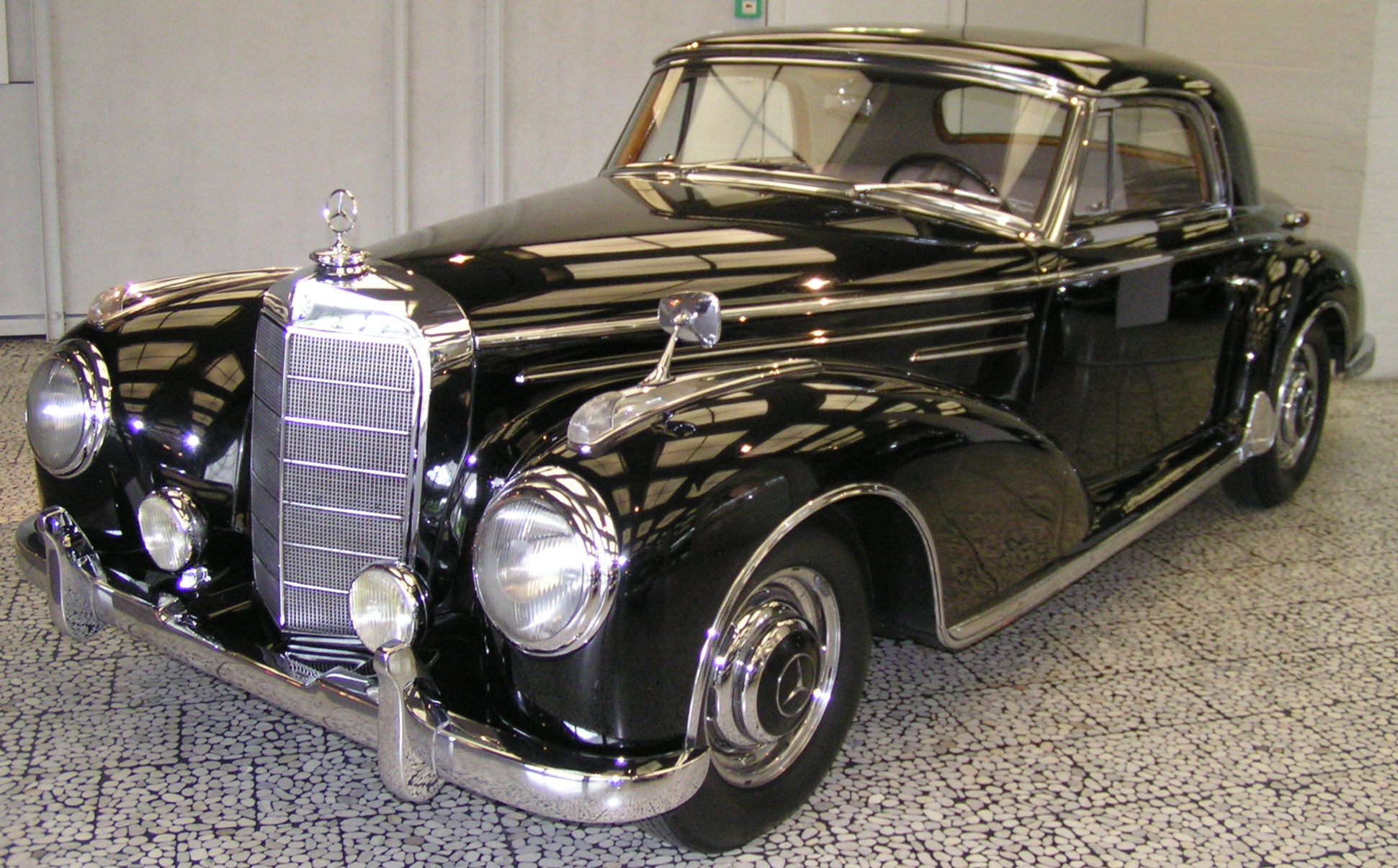
Una 300Sc Coupé

Le subentrò la 300Sc (W188 II), prodotta fino al 1958, la quale era equipaggiata dal 3 litri M199, ossia una versione spinta del 3 litri M189 ad iniezione che equipaggiava le 300d. Il nuovo motore montato sulla 300Sc arrivava ad erogare ben 175 CV, spingendo la vettura a sfiorare i 180 km/h di punta massima. Un'altra differenza meccanica stava nell'impianto frenante che, seguendo l'evoluzione nel passaggio dalla 300c alla 300d, adottò anch'essa il servofreno. Venduta ad un prezzo di 36.500 marchi, ancor più esorbitante di quello del modello precedente, la 300Sc venne prodotta in 200 esemplari. Pochi erano i dettagli esterni che la distinguevano dalla prima 300S. Tra questi vanno ricordati i profili lucidi lungo i passaruota, le prese d'aria ai lati del cofano e gli indicatori di direzioni di maggiori dimensioni.

Tolte di produzione le 300S, la loro eredità sarebbe stata parzialmente raccolta dalle 300d Cabriolet, ma le vetture che l'avrebbero sostituita in tutto e per tutto sarebbero state le 300 SE Coupé e Cabriolet W112.

### Versioni speciali

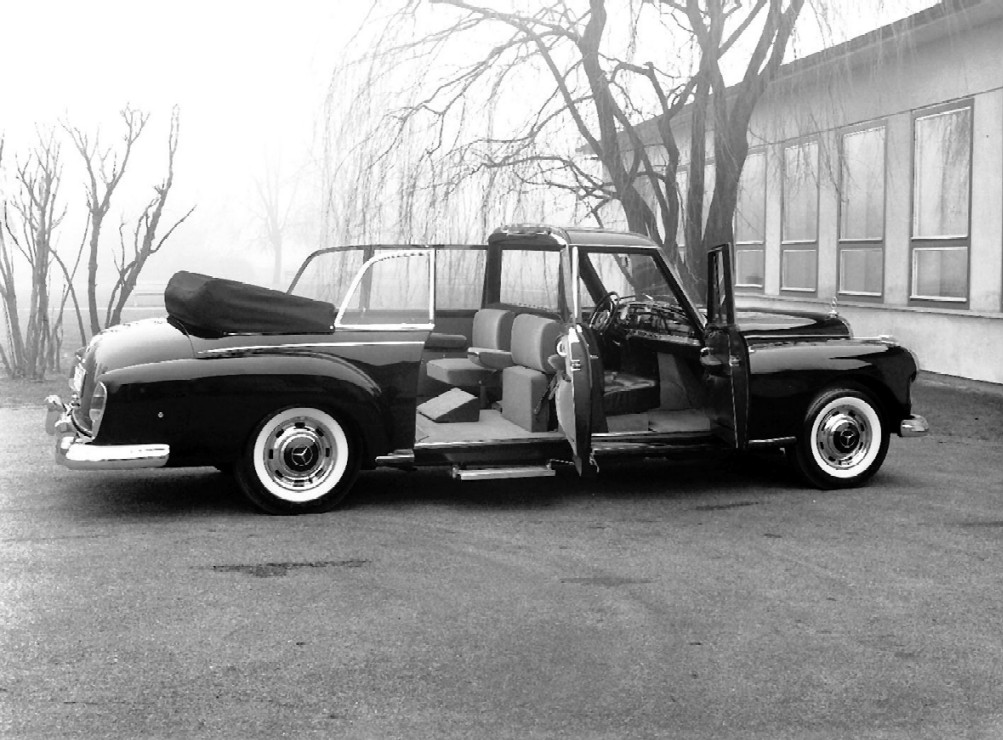
Una 300d con carrozzeria landaulet

Della Typ 300 sono stati prodotti anche alcuni esemplari particolari con carrozzerie non previste ufficialmente dalla Casa. Le più famose sono le due interpretazioni su base 300b di Ghia e Pininfarina, che hanno rispettivamente realizzato una cabriolet a 4 porte ed una coupé a 4 posti (vedi foto), entrambe molto eleganti e ben riuscite.

Ma a parte queste versioni di marca, ne sono esistite altre ancor più particolari, tra cui alcune versioni giardinette utilizzate come autoambulanza o come carro funebre, oppure semplicemente come normale station wagon. Vi sono state anche alcune Typ 300 con carrozzeria landaulet realizzate per alcune personalità di spicco.

In caso di realizzazione di carrozzerie speciali su base Typ 300, si procedeva come nelle vetture d'anteguerra, cioè si realizzava il solo telaio nudo da far carrozzare in altra sede.

La Typ 300 fu l'ultima Mercedes-Benz a consentire tale procedura.

### La Typ 300 ed i VIP

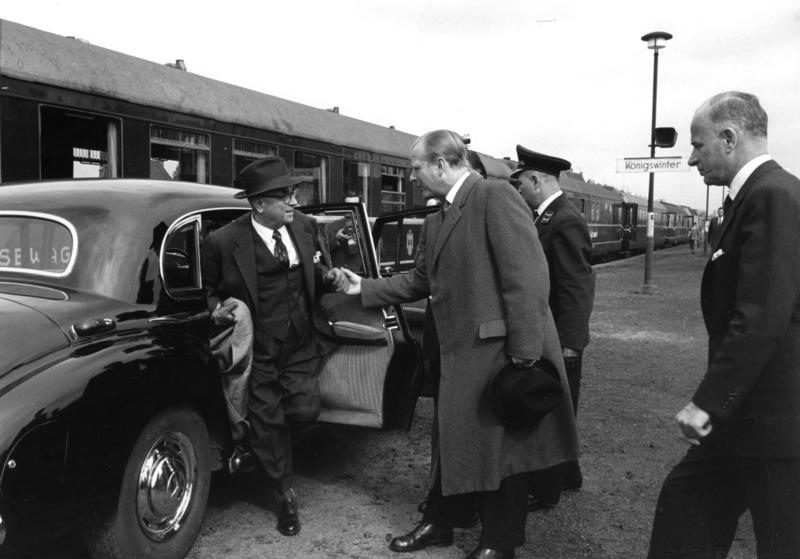
Anno 1958: il presidente turco Celal Bayar in visita nella Repubblica Federale Tedesca a bordo di una Typ 300

Negli undici anni della loro produzione, le Typ 300 hanno rappresentato il top della produzione Mercedes-Benz degli anni cinquanta del Novecento, tanto da riuscire a sedurre personalità assai rilevanti nel mondo dello spettacolo, dell'imprenditoria e della politica. La più celebre tra queste personalità fu senza dubbio il cancelliere tedesco Konrad Adenauer, che durante i suoi viaggi era sempre a bordo di una 300 con carrozzeria landaulet, a tal punto da far sì che le 300 W186 e W189 sarebbero divenute note anche come 300 Adenauer. Si racconta, tra l'altro, che il cancelliere tedesco, vista la Typ 300, abbia chiesto: "Bella, ma non avete niente di più grosso?".

Tra le altre personalità celebri che per merito della Typ 300 divennero clienti Mercedes-Benz, vanno ricordati gli attori Fernandel, Gary Cooper, Yul Brinner e Clark Gable, nonché il presidente degli Stati Uniti John Fitzgerald Kennedy, l'imperatore d'Etiopia Hailé Selassié ed i papi Giovanni XXIII e Paolo VI, che hanno utilizzato una landaulet del '60.